# Morgantown Municipal–Walter L. Bill Hart Field

i7
i11
i13
Der Flughafen Morgantown Municipal–Walter L. Bill Hart Field (ICAO-Code: KMGW) liegt etwa vier Kilometer östlich der Stadt Morgantown (West Virginia), USA.
Die Fluggesellschaft Silver Airways unterhält für United Airlines eine Verbindung nach Clarksburg sowie eine nach Washington-Dulles. Der Flughafen verfügt über eine Start- und Landebahn mit 1585 m Länge und ist nur für kleinere Flugzeuge geeignet. Es existieren Pläne die Start- und Landebahn in Richtung Süden auf 1768 m bis 2585 m zu verlängern.

## Zwischenfälle
- Am 14. April 1945 unterschritten die Piloten einer Douglas DC-3-313A der US-amerikanischen Pennsylvania-Central Airlines (Luftfahrzeugkennzeichen NC25692) im Anflug auf den Flugplatz Morgantown die Sicherheitsflughöhe. Die Maschine, in der sich 20 Personen befanden, wurde gegen einen Berg in den Allegheny Mountains geflogen. Bei diesem CFIT (Controlled flight into terrain) wurden alle 20 Insassen, drei Besatzungsmitglieder und 17 Passagiere, getötet.[1]